# Anthony Moris
Anthony Moris (ur. 29 kwietnia 1990 w Arlon) – luksemburski piłkarz występujący na pozycji bramkarza w Royale Union Saint-Gilloise.